# Mocidade Independente Império da Zona Norte
A Mocidade Independente Império da Zona Norte é uma escola de samba do carnaval do Amapá. Sua sede fica na cidade de Macapá.
Em 2009, com  o enredo "A Odisséia de um Mestre Sala que Virou o Rei Negro da Corte do Carnaval",  sagrando-se campeã do carnaval do Grupo de Acesso, voltando a desfilar no Grupo Especial em 2010. Nesse ano,  inicialmente foi declarada campeã junto com todas as demais cinco escolas do Grupo Especial, porém após a abertura dos envelopes e a desclassificação da Piratas da Batucada, obteve o quarto lugar. O resultado final não foi aceito pela Liga, que decidiu pela invalidação e posterior exclusão da Piratas da Batucada
Até o ano de 2010 era chamada de Mocidade Independente do Jardim Felicidade, quando mudou para Mocidade Independente Império da Zona Norte.

## Carnavais
| Ano                          | Colocação   | Grupo    | Enredo                                                                         | Ref.        |
| ---------------------------- | ----------- | -------- | ------------------------------------------------------------------------------ | ----------- |
| 2001                         | 6° lugar    | Especial |                                                                                |             |
| 2002                         | 9° lugar    | Especial | Uma Viagem Fantástica da Tribo Tucuju                                          |             |
| 2003                         | Vice-campeã | Acesso   | Zé Miguel, a Vida Boa no Lumear da Pérola Azulada                              | [ 6 ]       |
| 2004                         |             | Acesso   |                                                                                |             |
| Não ocorreu desfile em 2005. |             |          |                                                                                |             |
| 2006                         | 5° lugar    | Acesso   | Zona Norte: Portal do Progresso, Meu Orgulho, minha Morada!                    |             |
| 2007                         | 4° lugar    | Acesso   | Poço do Mato: Águas Laguinhenses que Banharam Meu Corpo e Saciaram Minha Sede! |             |
| 2008                         | Vice-campeã | Acesso   | Em Nossas Mãos o Poder de Criação                                              |             |
| 2009                         | Campeã      | Acesso   | A Odisséia de um Mestre Sala que Virou o Rei Negro da Corte do Carnaval        | [ 2 ]       |
| 2010                         | 4° lugar    | Especial | Abracadabra! A Zona Norte na Constelação das Grandes Escolas de Macapá         | [ 1 ]       |
| Não ocorreu desfile em 2011. |             |          |                                                                                |             |
| 2013                         | Campeã      | Acesso   | Batuque e Marabaixo, sons de reis que ecoam da Mãe África                      | [ 2 ] [ 7 ] |
| 2014                         |             | Especial | Dos jardins do mundo eu faço um Império de ilusões                             | [ 7 ] [ 2 ] |
| 2015                         |             | Especial | É fogo e água, na terra eu sou o ar do meu Império                             | [ 8 ]       |

## Segmentos

### Mestre-sala e porta-bandeira

#### Primeiro casal
| Primeiro casal                       | Carnavais | Ref. |
| ------------------------------------ | --------- | ---- |
| Taylor Cardoso e Elana Luiza Sena    | 2023      |      |
| Márcio Bernardino e Anna Paula Ramos | 2024      |      |

#### Segundo casal
| Segundo casal                               | Carnavais | Ref. |
| ------------------------------------------- | --------- | ---- |
| Kauã Jones Smith e Fernanda Caroline Santos | 2024      |      |

### Bateria

#### Mestres
| Diretores de bateria | Carnavais     | Ref. |
| -------------------- | ------------- | ---- |
| Carlinhos Bababá     | 2023-presente |      |

#### Rainhas
| Rainhas de bateria  | Carnavais | Ref.         |
| ------------------- | --------- | ------------ |
| Samira Santos       | 2019–2023 | [ 9 ] [ 10 ] |
| Anna Karolyna Souto | 2024      | [ 11 ]       |